# Veľká Trojica
Veľká Trojica – dolina w Niżnych Tatrach na Słowacji będąca orograficznie prawym odgałęzieniem doliny Štiavnička.
Veľká Trojica  ma wylot na wysokości około 820 m n.p.m. we wsi Jarabá przy drodze krajowej nr 72 z Brezna do Kráľovej Lehoty. Pnie się stromo w górę w kierunku północnym z odchyleniem na zachód (NWW). Jej prawe zbocza tworzy grzbiet Malý Gápeľ, lewe odchodzący od niego grzbiet południowo-wschodni, niżej skręcający na północ. Dnem doliny spływa potok uchodzący do Štiavnički.
Górna część doliny znajduje się w obrębie Parku Narodowego Niżne Tatry. Dolina jest całkowicie porośnięta lasem i nie prowadzą nią żadne szlaki turystyczne.